# La Trimouille
 La Trimouille  es una población y comuna francesa, situada en la región de Poitou-Charentes, departamento de Vienne, en el distrito de Montmorillon y cantón de La Trimouille.

## Demografía
| 1255 | 1275 | 1257 | 1243 | 1130 | 1023 |
| Para los censos de 1962 a 1999 la población legal corresponde a la población sin duplicidades (Fuente: INSEE [Consultar]) |      |      |      |      |      |